# مارك وانغ
مارك وانغ (بالصينية: 王嘉鹏) هو كاتب وسياسي صيني، ولد في 10 يونيو 1981 في الصين. انتخب عضو مجلس الشعب الصيني ‏ خلال فترته النيابية ‏.